# Orchid (rockegyüttes)
Az Orchid amerikai doom metal/okkult rock együttes San Franciscóból, 2007-ben alakult.

## Történet
Theo Mindell, Mark Thomas Baker, Keith Nickel és Carter Kennedy dobos felállásával alakult meg a zenekar. Első kiadványuk egy 2009-es EP volt. Első nagylemezüket 2011-ben adták ki, a "The Church Within Records" gondozásában. A második, 2013-as nagylemezüket már a Nuclear Blast jelentette meg. Fő zenei hatásuk a Black Sabbath volt, de a Led Zeppelin és a Pink Floyd is nagy hatással volt rájuk.

## Tagok
- Theo Mindell - ének, szintetizátor, ütős hangszerek (2007-)
- Mark Thomas Baker - gitár (2007-)
- Keith Nickel - basszusgitár (2007-)
- Tommy Richard - dob (2016-)

## Korábbi tagok
- Carter Kennedy - dob (2007-2015)[4]
- Ted "TJ" Cox - dob (2015-2016)

## Diszkográfia
- Capricorn (2011)
- The Mouths of Madness (2013)

## Egyéb kiadványok
EP-k
- Through the Devil's Doorway (2009)
- Heretic (2012)
- Wizard of War (2013)
- Sign of the Witch (2015)

Válogatáslemezek
- The Zodiac Sessions (2013)

Kislemezek
- The Mouths of Madness (2012)[5]